# Mine de charbon d'Utara

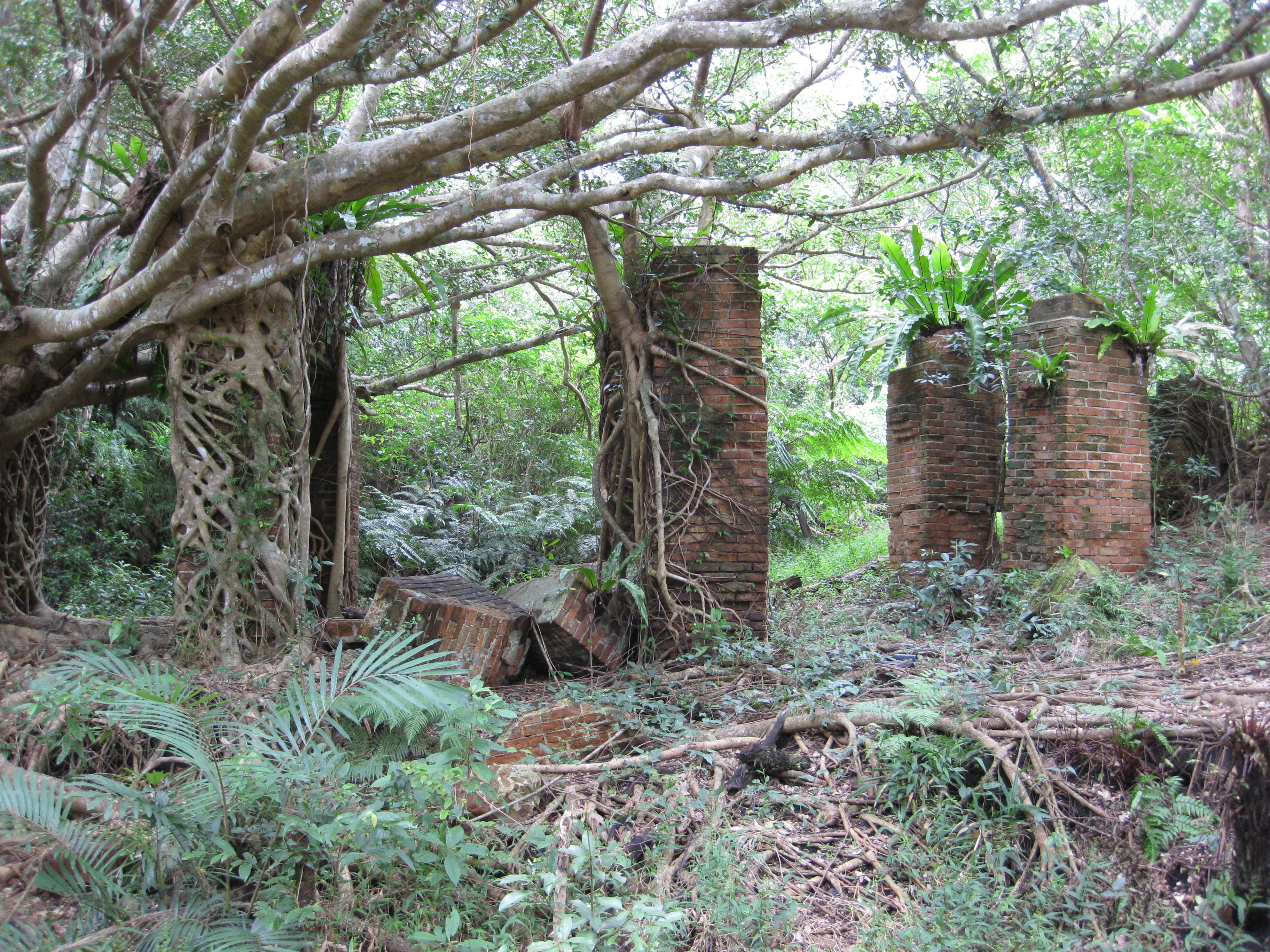
Piliers de briques de la mine.

La mine de charbon d'Utara (宇多良炭坑, Utaratanko) est une importante exploitation minière située au Japon sur l'île d'Iriomote-jima dans la préfecture d'Okinawa.  En 2007, elle obtient le label « Patrimoine de la modernisation industrielle du Japon ».

## Histoire
L'une des principales compagnies d'extraction de charbon de l'île d'Iriomote-jima, la compagnie Marusan, découvre des gisements de charbon le long de la rivière Utara en 1935. Des années plus tôt, la compagnie minière Takasaki, ancêtre de la Marusan, est établie en 1926 par Koichiro Noda,. La compagnie se renomme Marusan Goumei en 1933. Premièrement, elle exploite du charbon le long de la rivière Nakara puis inspecte d'autres zones et découvre de bons gisements de charbon le long de la rivière Utara en 1935. En 1936, elle commence l'extraction et construit un grand bâtiment pour loger 400 travailleurs seuls et 10 maisons pour les couples. Il y a deux épaisses couches de charbon dans la mine d'Utara. La première fait 60 cm et l'autre 40 cm d'épaisseur. Le charbon est d'abord envoyé par berline puis par bateau sur la rivière Utara emportant 20 à 30 tonnes à chaque voyage. En 1938, la mine produit 2 500 tonnes chaque mois. Les installations des mineurs sont particulièrement bonnes comparées à celles d'autres mines. Les conditions sanitaires sont grandement améliorées et de la glace est utilisée pour éloigné les moustiques et donc la malaria. Il y a de grandes salles de bains, de l'eau courante potable, et une infirmerie. Il y a également un cinéma de 300 places qui peut également accueillir des pièces de théâtre jouées par les mineurs eux-mêmes. Il y a trois festivals pour les travailleurs. Les enfants sont scolarisés à l'école Midori Gakuen (« école verte »). Néanmoins, avec le début de la guerre du Pacifique en 1941 et l'augmentation de la demande en charbon, les conditions d'exploitation se détériorent. Les hommes sont enrôlés dans l'armée et l'extraction de charbon est stoppée en 1943. Les bâtiments de la mine sont détruits par des bombardements aériens. Le président de la compagnie, Koichiro Noda, abandonne alors la mine et s'engage dans l'agriculture. L'école Midori donne naissance à l'école primaire d'Utara à Taketomi.

## Héritage culturel
En 2007, les ruines de la mine d'Utara sont désignées « Héritage de la modernisation industrielle du Japon » et une route est rénovée.